# Quercus blakei
Quercus blakei är en bokväxtart som beskrevs av Sidney Alfred Skan. Quercus blakei ingår i släktet ekar, och familjen bokväxter. Inga underarter finns listade.